# Pseudomusonia fera
Pseudomusonia fera är en bönsyrseart som först beskrevs av Henri Saussure och Leo Zehntner 1894.  Pseudomusonia fera ingår i släktet Pseudomusonia och familjen Thespidae. Inga underarter finns listade i Catalogue of Life.